# 야전포병학교
미국 육군 야전포병학교(United States Army Field Artillery School)는 오클라호마주, 로턴 포트 실에 있는 미국 육군의 야전포병학교이다. 교육 모토는 "Cedat Fortuna Peritis"(→영어: Let Fortune Yield to Experience)/영어: Skill is Better than Luck"(→기술은 운보다 낫다).

## 역사
1907년 미국 오클라호마주 로턴에 첫 개교되어 1907년에서 1911년까지 댄 타일러 무어(1910년 미국 육군 소장 진급)가 미국 육군포병학교 초대 사령장으로 재임하였고 1911년 미국 육군 군사 법률 일부 개정으로 인하여 미국 육군포병학교 사령장이었던 댄 타일러 무어가 1911년에서 1914년까지 미국 육군포병학교 초대 교장으로 연이어 보직 변경 재임하였다. 그 후 미국 육군포병학교 교장 댄 타일러 무어 미국 육군 소장은 미국 육군공병학교 초대 교장 직위와 미국 육군포병사관후보생학교 초대 교장과 미국 육군고등사관양성소 초대 사령장을 각각 모두 겸직하였다.
현재 제428야전포병여단과 제434야전포병여단에서 교육훈련을 맡고 있다.

## 분교
- 1908년 미국 육군 뉴 멕시코 예비포병사관후보생학교가 미국 뉴멕시코주 샌타 페이에 설치.
- 1911년 미국 육군포병학교 중앙분교가 미국 조지아주 포트 베닝에 설치.
- 1912년 미국 육군포병사관후보생학교가 미국 일리노이주 포트 셰리던에 설치.
- 1913년 미국 육군공병학교가 미국 워싱턴 D.C.에 설치.
- 1913년 미국 육군고등사관양성소가 미국 뉴욕주 뉴욕에 설치.
- 1924년 미국 육군항공사관학교가 미국 펜실베이니아주 필라델피아에 설치.

## 교육훈련부대
- 제428야전포병여단, 2006년 12월 7일
- 제434야전포병여단

## 계보
- 1919년, Field Artillery School
→야전포병학교
- 1946년, The Artillery Schooll
→포병학교
- 1955년, The Artillery and Guided Missile Schooll
→포병유도미사일학교
- 1957년, United States Army Artillery and Guided Missile Schooll
→미국 육군 포병유도탄학교
- 1957년, United States Army Artillery and Missile Schooll
→미국 육군 포병유도탄학교
- 1969년, United States Army Field Artillery Schooll (USAFAS)
→미국 육군 야전포병학교

## 표장

어깨 소매 식별표장
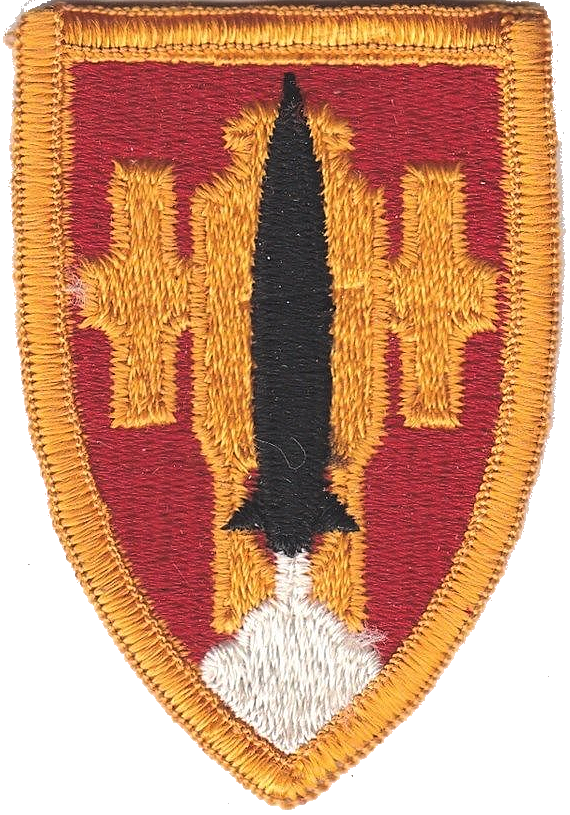
미국 육군 포병유도탄학교
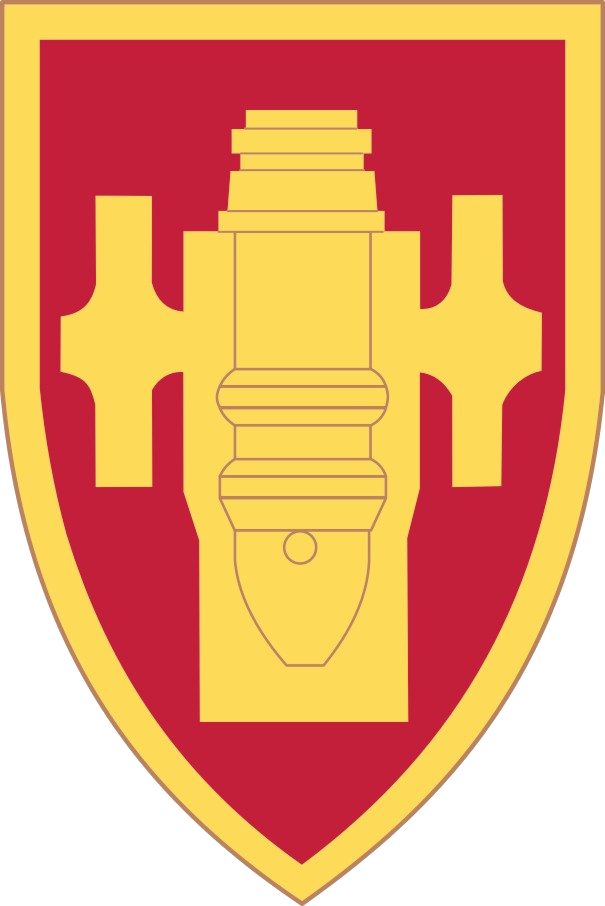
미국 육군 야전포병학교

## 같이 보기
- 분류:미국 육군야전포병학교 동문
- 야전포병분과

## 참고

### 좀더 읽기
- “History of the Field Artillery School; Volume I 1911–1942” (PDF) (영어). Fort Sill, Oklahoma: United States Army. 1942. 2017년 2월 26일에 원본 문서 (PDF)에서 보존된 문서. 2019년 5월 25일에 확인함.
- “History of the Field Artillery School; Volume II World War II” (PDF) (영어). Fort Sill, Oklahoma: United States Army. 1946. 2017년 5월 3일에 원본 문서 (PDF)에서 보존된 문서. 2019년 5월 25일에 확인함.
- “History of the U.S. Army Field Artillery and Missile School; Volume III 1945–1957” (PDF) (영어). Fort Sill, Oklahoma: United States Army. 1957. 2017년 3월 5일에 원본 문서 (PDF)에서 보존된 문서. 2019년 5월 25일에 확인함.
- “History of the U.S. Army Field Artillery and Missile School; Volume IV 1958–1967” (PDF) (영어). Fort Sill, Oklahoma: United States Army. 1967. 2017년 2월 26일에 원본 문서 (PDF)에서 보존된 문서. 2019년 5월 25일에 확인함.
- McKenney, Janice E. (2010). 《Field Artillery》. Army Lineage Series (영어) Seco판. Washington D.C.: US Army Center of Military History. CMH Pub 60-11. 2019년 4월 15일에 원본 문서에서 보존된 문서. 2019년 5월 25일에 확인함.